# جامعة المنهاج الدولية في لاهور
جامعة المنهاج الدولية في لاهور(MUL) جامعة خاصة تقع في لاهور، البنجاب، باكستان.

## التاريخ والنظرة العامة
تأسست جامعة منهاج في 18 سبتمبر 1986 من قبل الدكتور محمد طاهر القادري كواحد من الفروع التعليمية للمنظمة الدولية للتربية والرعاية الاجتماعية منهاج القرآن، التي أسسها قبل خمس سنوات في 31 أكتوبر 1981.

## الكليات
تتكون الجامعة من الكليات والمدارس للتالية:

### كلية الاقتصاد والعلوم الإدارية
- مدرسة إدارة الأعمال
- مدرسة الاقتصاد
- مدرسة التجارة والمالية
- المركز الدولي للتميز

#### كلية العلوم الأساسية والرياضيات
- مدرسة الكيمياء
- مدرسة الفيزياء
- مدرسة الرياضيات
- مدرسة الإحصاء

##### كلية علوم الحاسب وتقنية المعلومات
- مدرسة علوم الحاسوب
- مدرسة تكنولوجيا المعلومات

### كلية العلوم الاجتماعية والإنسانية
- مدرسة الدراسات السياسية
- مدرسة الاتصال الجماهيري
- كلية العلوم التربوية
- مدرسة علوم المكتبات والمعلومات

#### كلية اللغات
- مدرسة اللغة الإنجليزية وآدابها
- مدرسة اللغات العربية والشرقية
- مدرسة الأوردو واللغات الآسيوية

##### كلية الدراسات الإسلامية
- مدرسة الفكر والحضارة الإسلامية
- مدرسة الشريعة والقانون الإسلامي

## روابط خارجية
- MUL official website
- Minhajians alumni website